# Хайнрих Кристиан Фридрих фон Брокдорф
Хайнрих Кристиан Фридрих фон Брокдорф (на немски: Heinrich Christian Friedrich Graf von Brockdorff; * 17 декември 1808, Клеткамп, Шлезвиг-Холщайн; † 13 март 1880, Клеткамп) е граф от род фон Брокдорф.

## Произход и наследство
Той е най-големият син на датския камерхер граф Лудвиг Ахац фон Брокдорф (1760 – 1820) и втората му съпруга фрайин Ида фон Бюлов (1780 – 1842), дъщеря на Кай Фридрих фон Бюлов (1742 – 1798) и Кристина Фридерика фон Румор (1756 – 1831).
През 1612 г. имението Клеткамп отива чрез женитба на род Брокдорф, който до днес живее там.

## Фамилия
Хайнрих Кристиан Фридрих фон Брокдорф се жени за фрайин Шарлота Каролина Цецилия фон Гроте (* 21 декември 1810, Ведесбютел; † 28 декември 1871, Берлин). Те имат седем деца:
- Кай Бертрам фон Брокдорф (* 20 септември 1837), граф, женен за Тереза фон Лоен (* 28 август 1846), нямат деца
- Ида Юлиана Тереза Хенриета фон Брокдорф (* 17 февруари 1840), фрайин, омъжена за Фридрих Нида Генте
- Вилхелм Ернст Бертхолд фон Брокдорф (* 15 декември 1841), фрайхер, женен за графиня Шарлота Мария Ернестина фон Брокдорф (* 14 юли 1848), дъщеря на граф Ханс Адолф фон Брокдорф (1805 – 1870) и Луиза Каролина Кристиана фон Бухвалд (1816 – 1850); нямат деца
- Юлиана Шарлота Кристина фон Брокдорф (* 29 декември 1843), фрайин, омъжена за Херман цу Рантцау († 7 февруари 1872)
- Шарлота Ида Августа фон Брокдорф (* 7 август 1845), фрайин, омъжена за Фридрих Карл фон Клюбер
- Фридрих Адолф Емил фон Брокдорф (* 9 май 1849, Клеткамп; † 15 април 1906, Клеткамп), граф, женен за графиня Густава Сузана Берта фон Платен Халермунд (* 23 февруари 1865; † 12 декември 1937); имат пет деца
- Хенинг Улрих Лудвиг фон Брокдорф (* 19 април 1852, Клеткамп; † 6 април 1919, Касторф), барон, женен за Анна Беслер (* 2 януари 1853; † 30 декември 1933); имат един син